# Vox Media
Vox Media, Inc. (anteriormente SportsBlogs, Inc.) é uma empresa multinacional americana de mídia digital fundada em 1 de agosto de 2002 por Jerome Armstrong, Tyler Bleszinsky e Markos Moulitsas e com sede em Washington e Nova Iorque. Possui atualmente oito marcas editoriais: SB Nation, The Verge, Polygon, Curbed, Eater, Racked, Vox e Recode.
A rede opera escritórios em Los Angeles, Chicago, Austin e São Francisco e possui mais de 300 sites com mais de 400 escritores pagos. Em agosto de 2015, a NBCUniversal fez um investimento de US$ 200 milhões na Vox Media, valorizando a empresa em mais de US$ 1 bilhão.

## História
Fundado em 2002 como SportsBlogs, Inc., pelo estrategista político Jerome Armstrong, o escritor freelance Tyler Bleszinski e Markos Moulitsas, a empresa ganhou sucesso com o site SB Nation, que tinha o objetivo de fornecer cobertura de equipes desportivas do ponto de vista de um fã.
Em fevereiro de 2009, a rede SB Nation continha 185 blogs e, em novembro de 2010, a ComScore estimou que o site havia atraído 5,8 milhões de visitantes únicos. O aumento de duzentos e oito por cento em visitantes originais em novembro de 2009 fez o SB Nation o site de esportes de maior crescimento da empresa naquela época.
Em novembro de 2011, a empresa, agora renomeada Vox Media, lançou oficialmente o The Verge, com Topolsky como editor-chefe. Em 2012, a Vox Media lançou um site de jogos, Polygon, liderado pelo ex-editor Joystiq Christopher.
Em novembro de 2013, a Vox Media adquiriu a rede Curbed, que consistia na rede de blogs do setor imobiliário, no blog de comida Eater e no blog de moda, Racked. Em abril de 2014, a empresa lançou um site de notícias epônimo, Vox.com, posicionada como um serviço de notícias de interesse geral com foco em fornecer contexto adicional para assuntos recorrentes em seus artigos.
Em maio de 2015, a Vox Media adquiriu o Recode, um site de notícias da indústria de tecnologia fundado por Walt Mossberg e Kara Swisher.